# Begunovți, Pernik
Begunovți (în bulgară Бегуновци) este un sat în comuna Breznik, regiunea Pernik,  Bulgaria. 

## Demografie
Componența etnică a satului Begunovți
     Bulgari (98,29%)
     Nicio identificare (1,7%)
     Altele (0%)
La recensământul din 2011, populația satului Begunovți era de 117 locuitori. Din punct de vedere etnic, majoritatea locuitorilor (98,29%) erau bulgari. Pentru 1,7% din locuitori nu este cunoscută apartenența etnică.